# Aérodrome de Royan-Médis
L'aérodrome de Royan - Médis est un aérodrome du département de la Charente-Maritime. Il se situe à  4 km à l'est de Royan.
Il est exploité par la mairie de Royan.
D'une superficie de 63 ha, il possède deux pistes : une en bitume de 1255 m sur 30 m (10/28) et une en herbe de 1000 m sur 60 m (10R/28L).

## Histoire
La première section de la ligne nationale aérienne, composée de 90 membres, est constituée à Royan en 1909.
En septembre 1910, à l'occasion de la première semaine de l'aviation à Royan, Louis Gibert effectue à bord d'un monoplan Blériot XI le trajet Bordeaux - Royan et pose son engin sur la plage de Pontaillac.
C'est lui qui effectuera le premier pèlerinage aérien en effectuant un vol au-dessus de la chapelle Notre-Dame du Platin, à Saint-Palais-sur-Mer, un oratoire datant de 1904 et dédié à Notre-Dame du Platin, patronne des aviateurs, au lendemain de la traversée de la Manche par Blériot. En 1913, ce sera au tour de Brindejonc des Moulinais d'effectuer ce même pèlerinage.
C'est en 1930 qu'est créé le premier aéro-club de Royan, sur l'emplacement du plateau de Médis.
En 1935, le maire de Royan, Paul Métadier, accepte l'implantation d'une école de mécaniciens de l'air regroupant 600 élèves à l'emplacement de la caserne Champlain (bâtiment qui accueillera plus tard le lycée professionnel Champlain, qui a été détruit depuis). Cette école verra le jour sous l'impulsion de René Caudron, constructeur d'avions. Une école de pilotage est créée parallèlement à l'aéroport municipal de Royan - Médis sous l'impulsion de Joseph de Lelée.
Avec l'apparition de la menace d'une guerre avec l'Allemagne, des écoles de pilotage civiles sont réquisitionnées pour former des pilotes militaires en urgence. C'est ainsi qu'avec les écoles d'Angers, d'Aulnat et d'Ambérieu, Royan - Médis est choisie pour former des mécaniciens et pilotes militaires dès sa première promotion.
L'aérodrome est équipé fin 1935 d'un grand dortoir, d'une salle de conférence, de bureaux, d'ateliers, de magasins et de hangars.
La première promotion de 1935-1936, recrutée sur concours de niveau bac, comporte une cinquantaine d'élèves.
Les 17 juin 1940, refusant la défaite et l’armistice, les aviateurs français Yves Ezanno, Robert Moizan, Henri Gaillet, Albert Preziosi et Jacques Soufflet s'envolent de l’aérodrome à bord de trois avions SIMOUN pour rejoindre le général de Gaulle en Angleterre, Le lendemain les mécaniciens Marcel Bausardo, Michel Roche et Pierre Bideau les suivent en empruntant un quatrième avion SIMOUN,.
La première pierre de l'aérogare est posée le 02 mai 1954 en la présence Paul Devinat, secretaire d'état aux Travaux publics et à l'Aviation civile et Max Brusset, député-maire de Royan. Les architectes choisis sont Roland Legay et Raymond Patout de Royan.
Entre les années 70 et 90, l'aérodrome a accueilli des compagnies qui ont assuré des liaisons commerciales vers Paris.
En 1976, était mise en service la nouvelle piste de 1250 m par 30 m avec balisage lumineux (inaugurée le 26 juin 1976 par le ministre de la coopération Jean Noël de Lipkowski, également maire de Royan) puis elle fut rénovée en 2012 (pour une durée moyenne de 20 ans) puis en 1977, que fut livrée la tour de contrôle.
En 2018, l'aérodrome gérait 18 824 mouvements d'aéronefs.

## Liaisons commerciales

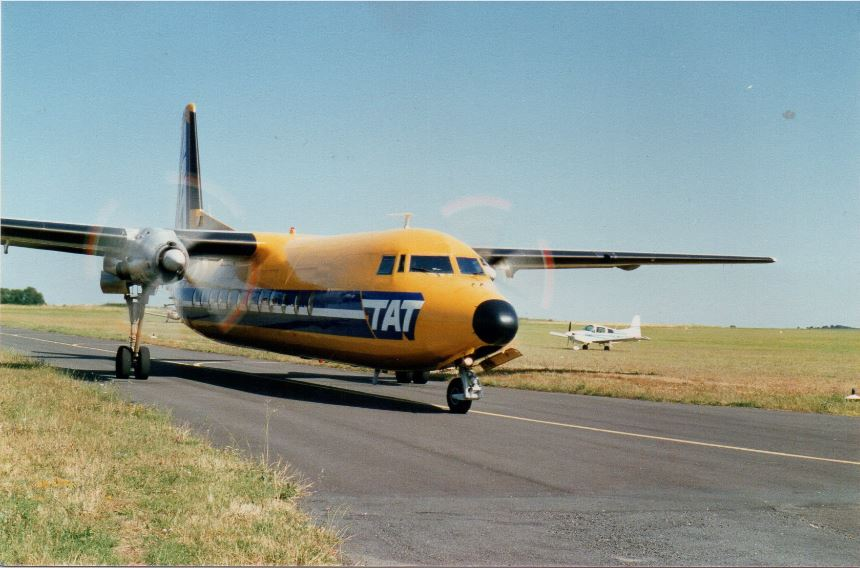
Fairchild 227 B de TAT sur l'aérodrome de Royan en 1988.

En 1973, c'était Air Paris (ex-Air Orly) qui assurait la ligne vers Paris Orly Sud en Twin Otter, soit en ligne directe, soit via Les Sables d'Olonne (Vendée) ou Angoulême (Charente).
En 1976, c'est la compagnie TAT qui assurait à cette époque la ligne saisonnière Royan/La Rochelle/Paris.
En 1977 la ligne saisonnière Royan/Paris était assurée en Nord 262 de la TAT. Elle était suspendue à l'issue de la saison à la suite d'une chute de fréquentation de 14 % (trafic 1976 : 2 100 passagers, trafic 1977 : 1 800 passagers), pénalisée par l'escale à Saint-Nazaire.
Dans les années 1980, c'était toujours la TAT qui effectuait les liaisons saisonnières. En 1989, la ligne vers Paris s'effectuait via La Rochelle en Fairchild 227 B mais uniquement le week-end.
Au début des années 1990, une liaison voyageurs Orly/Royan sera exploitée, avec un succès mitigé, par la compagnie Air Atlantique.

## Vues aériennes

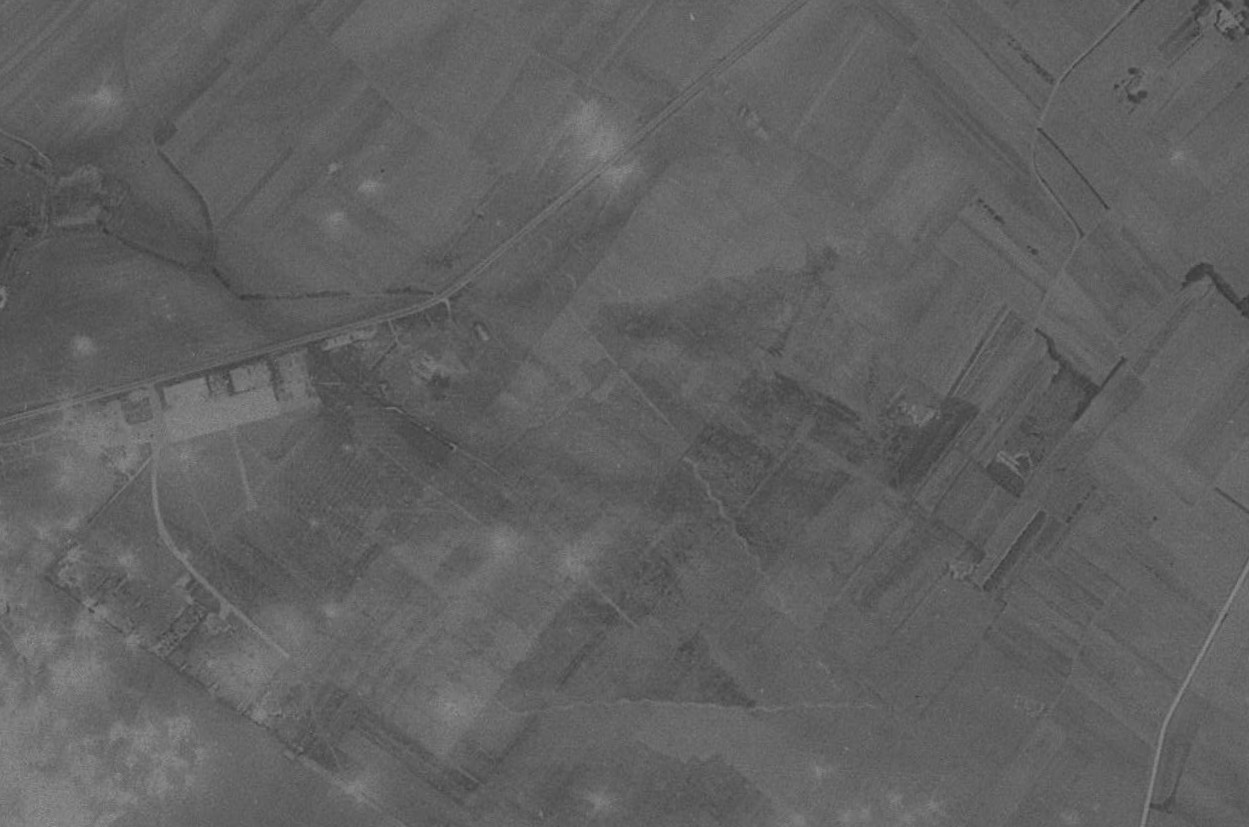
Aérodrome de Royan le 21 juillet 1945.
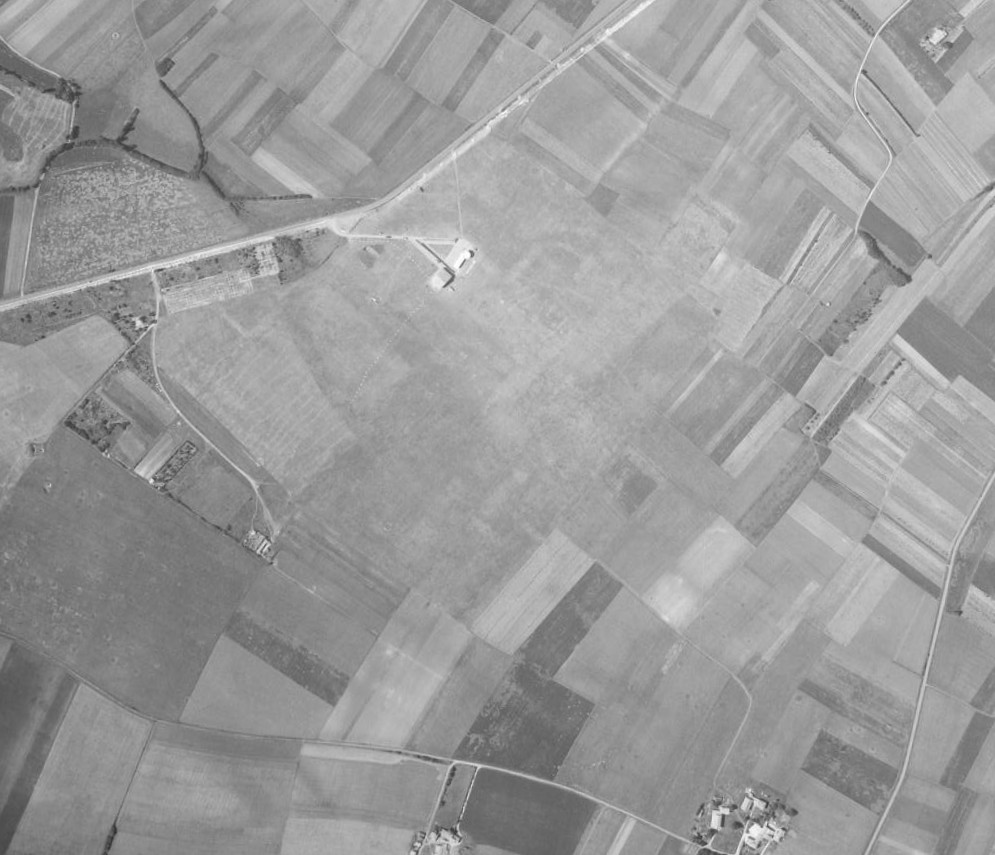
Aérodrome de Royan le 27 juin 1957 avec son aérogare construite (en blanc).
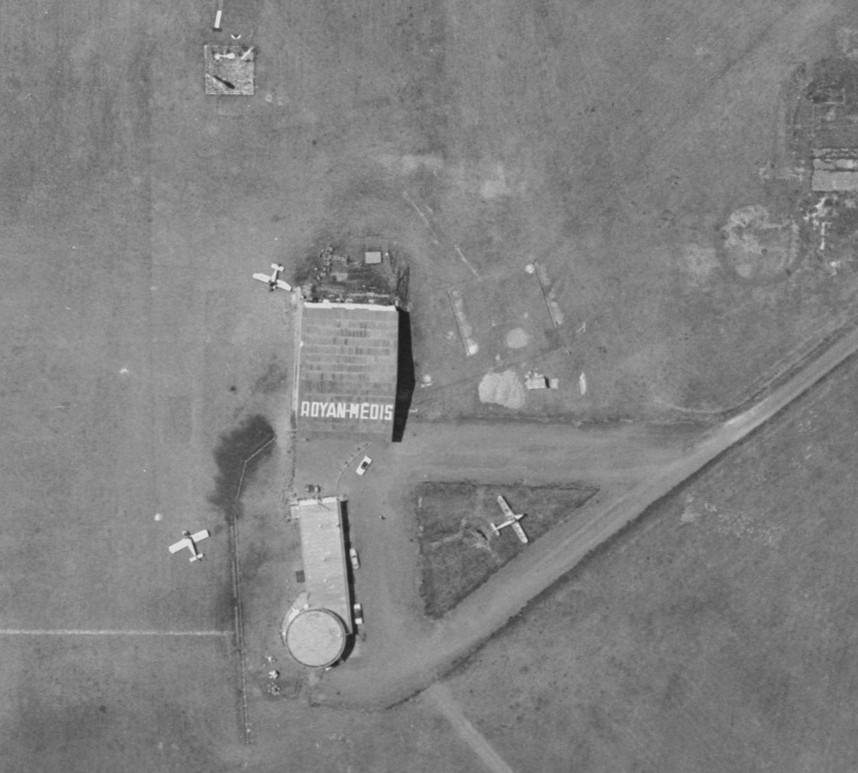
Vue sur L'aérodrome de Royan le 31 juillet 1963 (aérogare avec toit rond) et hangar aéroclub.
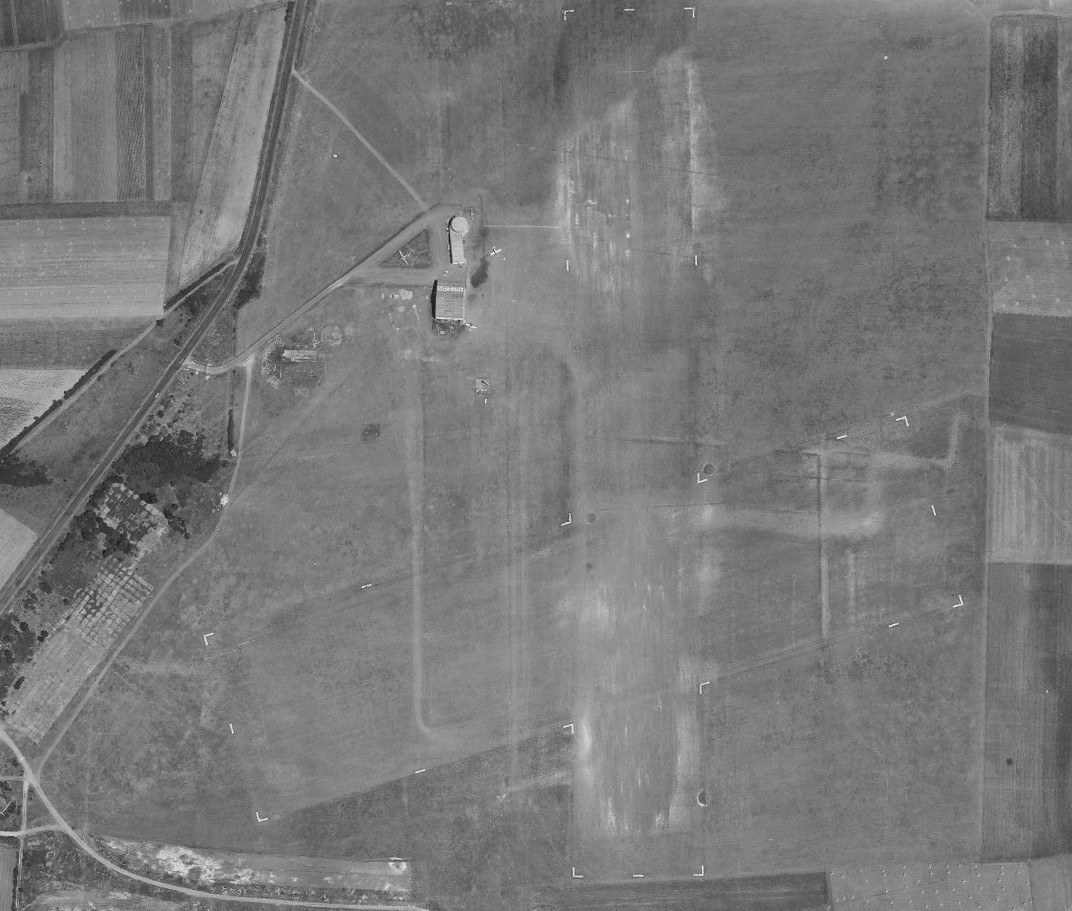
Aérodrome de Royan le 31 juillet 1963 (aérogare avec toit rond) et hangar aéroclub.
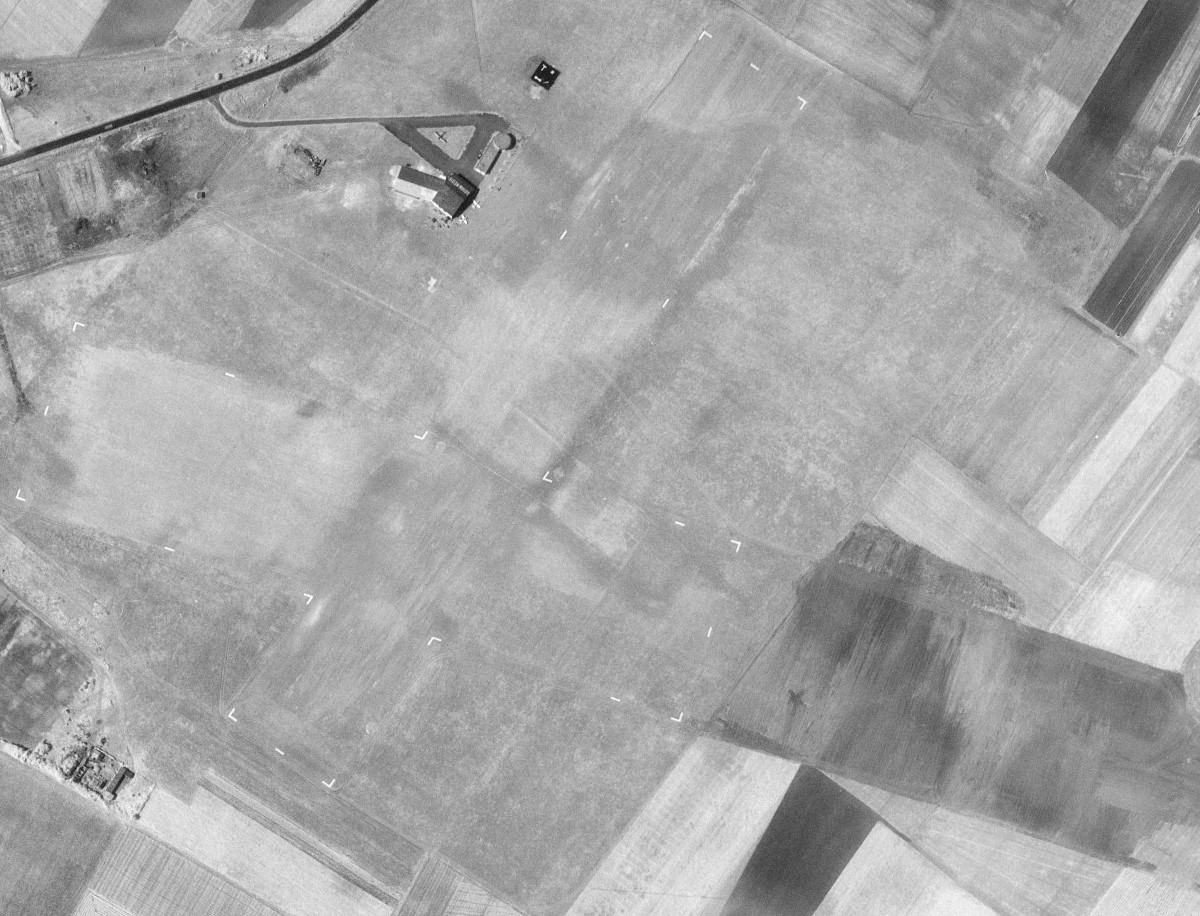
Aérodrome de Royan le 16 mai 1964 avec extension hangars à avions.
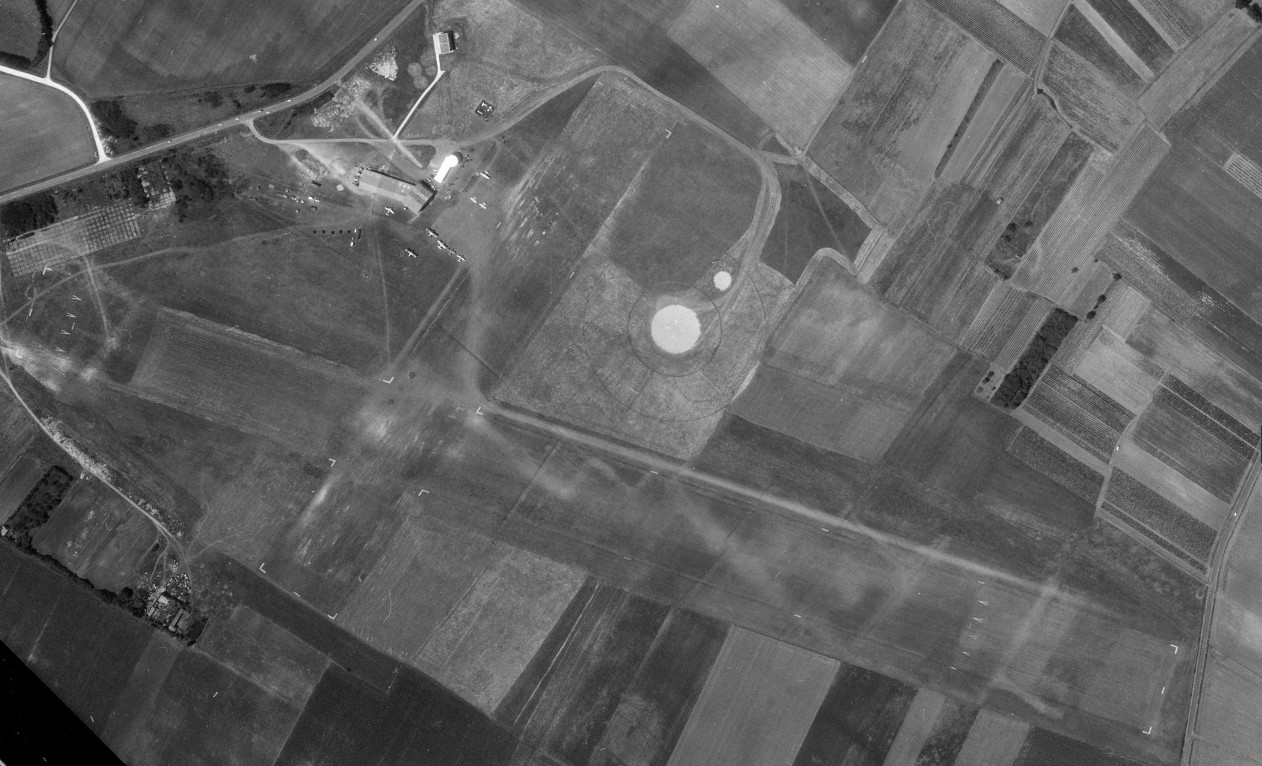
Aérodrome de Royan le 01 janvier 1970 avec ses deux pistes en herbe.
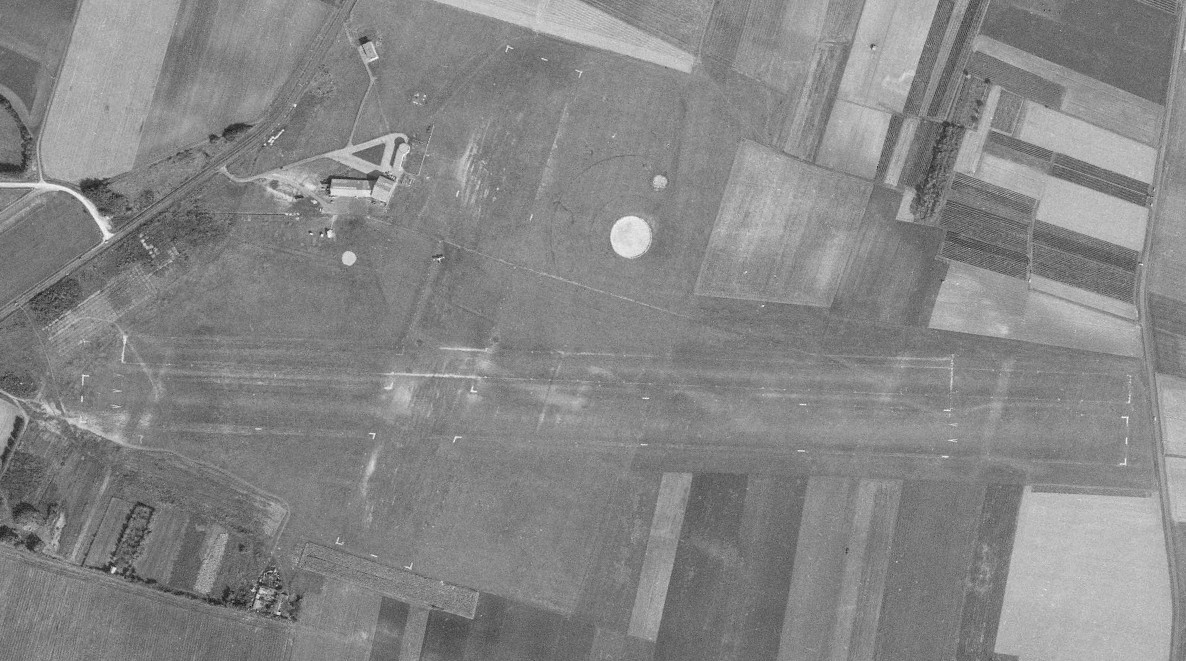
Aérodrome de Royan le 27 octobre 1973 avec ses deux pistes en herbe.
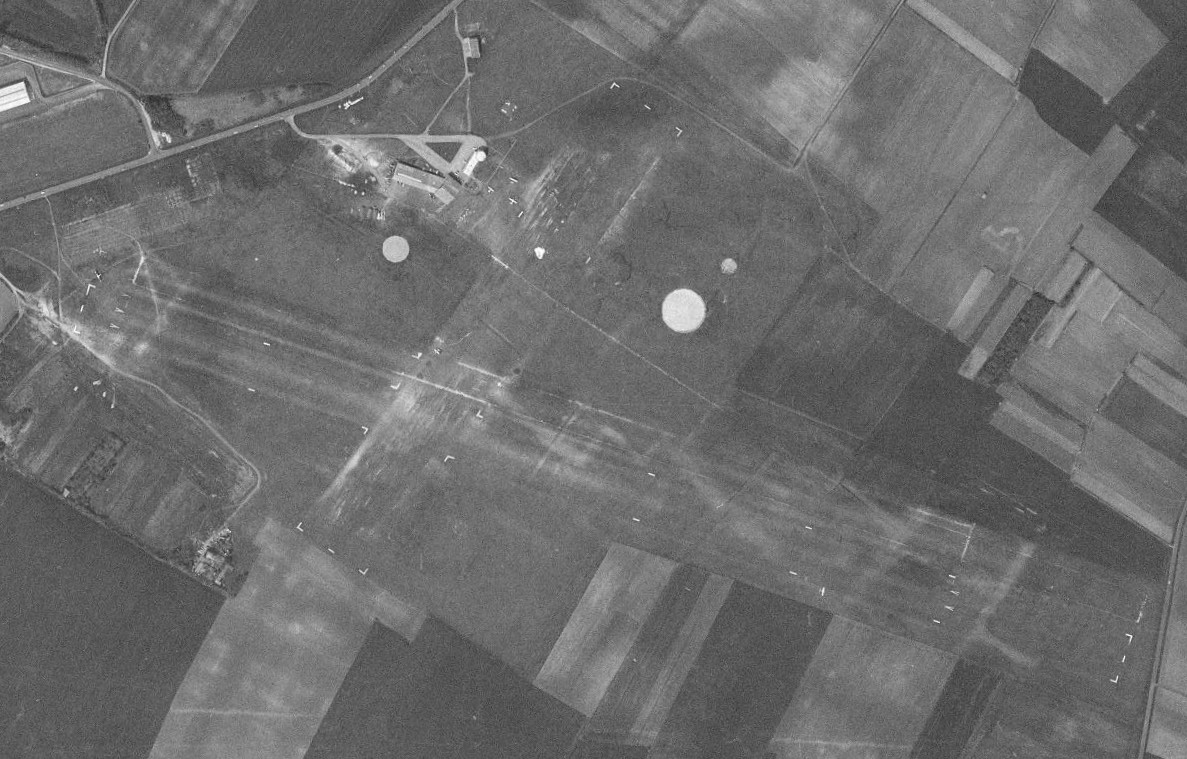
Aérodrome de Royan le 21 avril 1974 avec ses deux pistes en herbe.
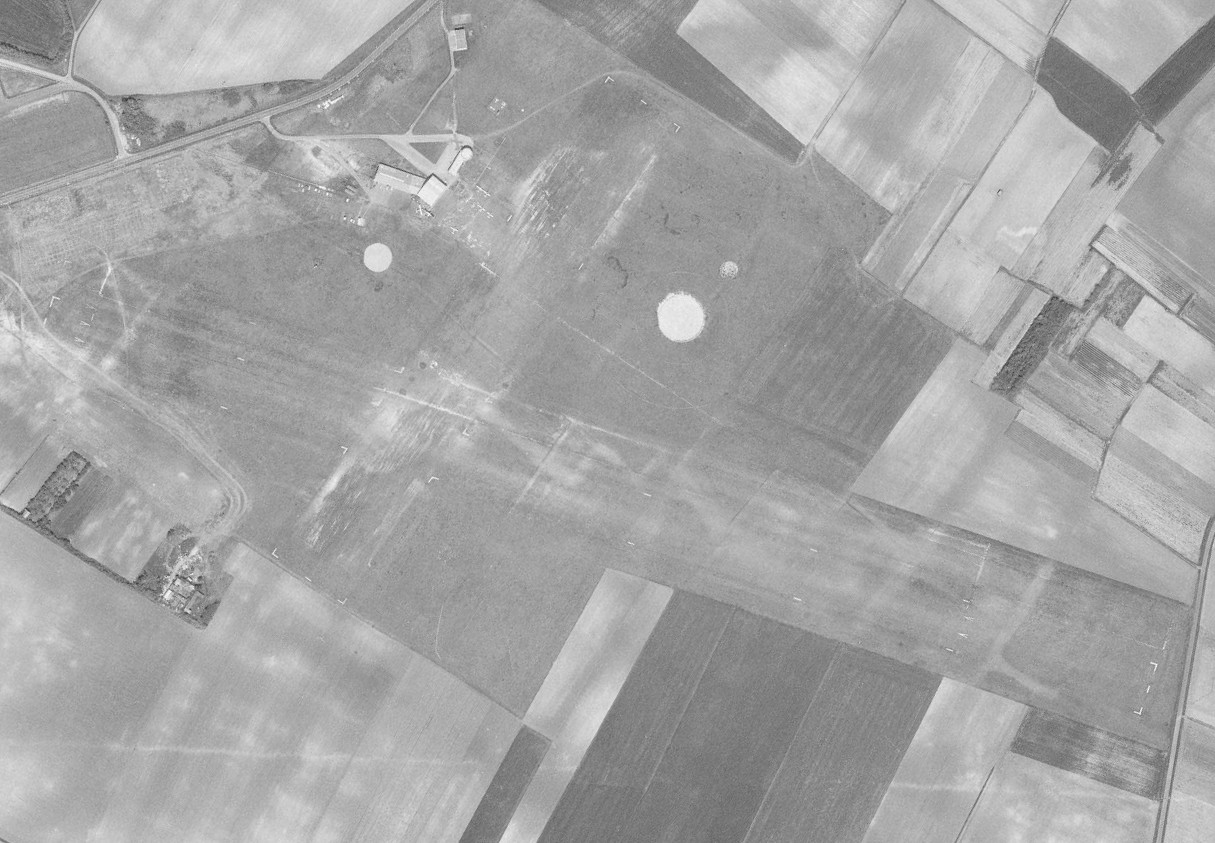
Aérodrome de Royan le 26 avril 1975 avec ses deux pistes en herbe.
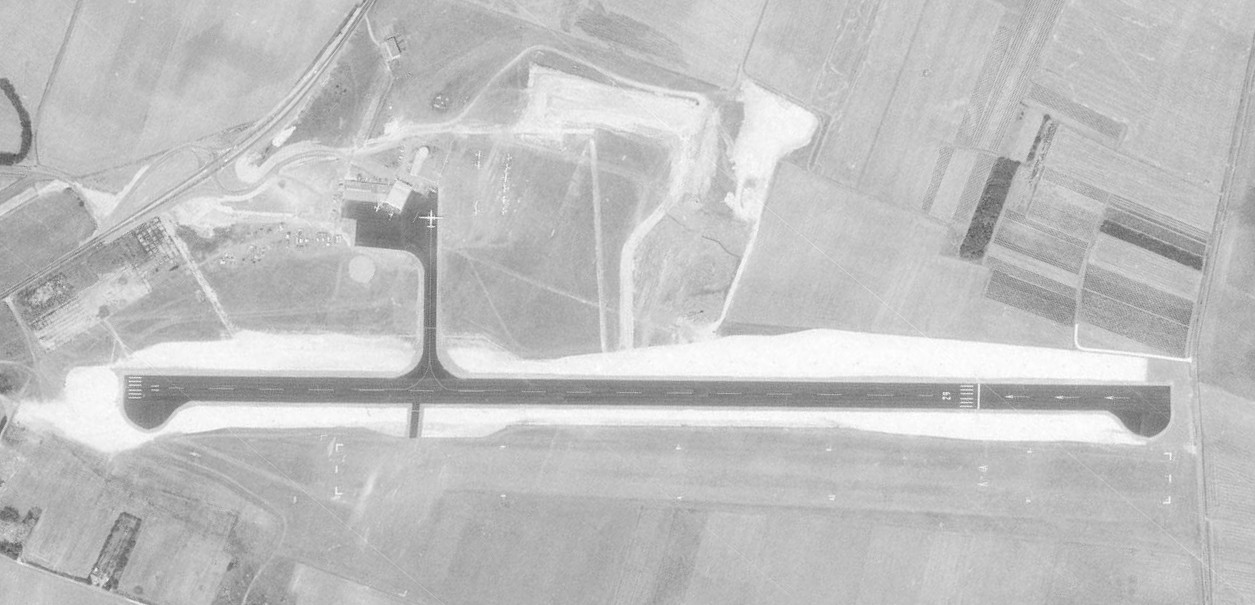
Aérodrome de Royan le 21 août 1976 avec sa nouvelle piste enrobée 11/29, son aire de stationnement enrobé et une piste en herbe. Début des travaux de la tour de contrôle.
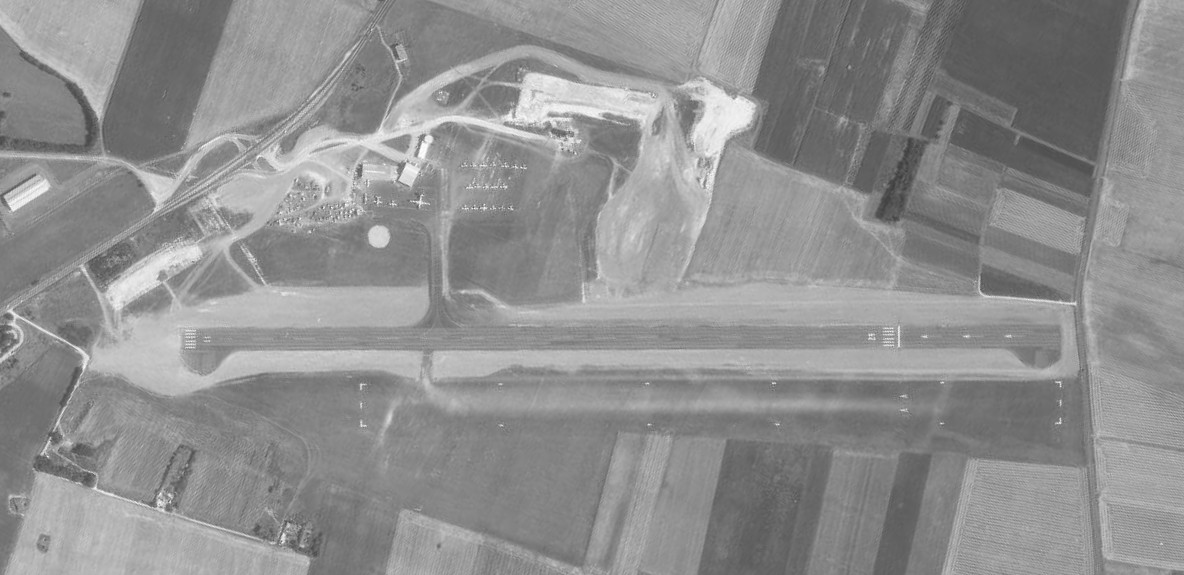
Aérodrome de Royan le 14 août 1977 avec la Tour de contrôle construite (en haut à droite).
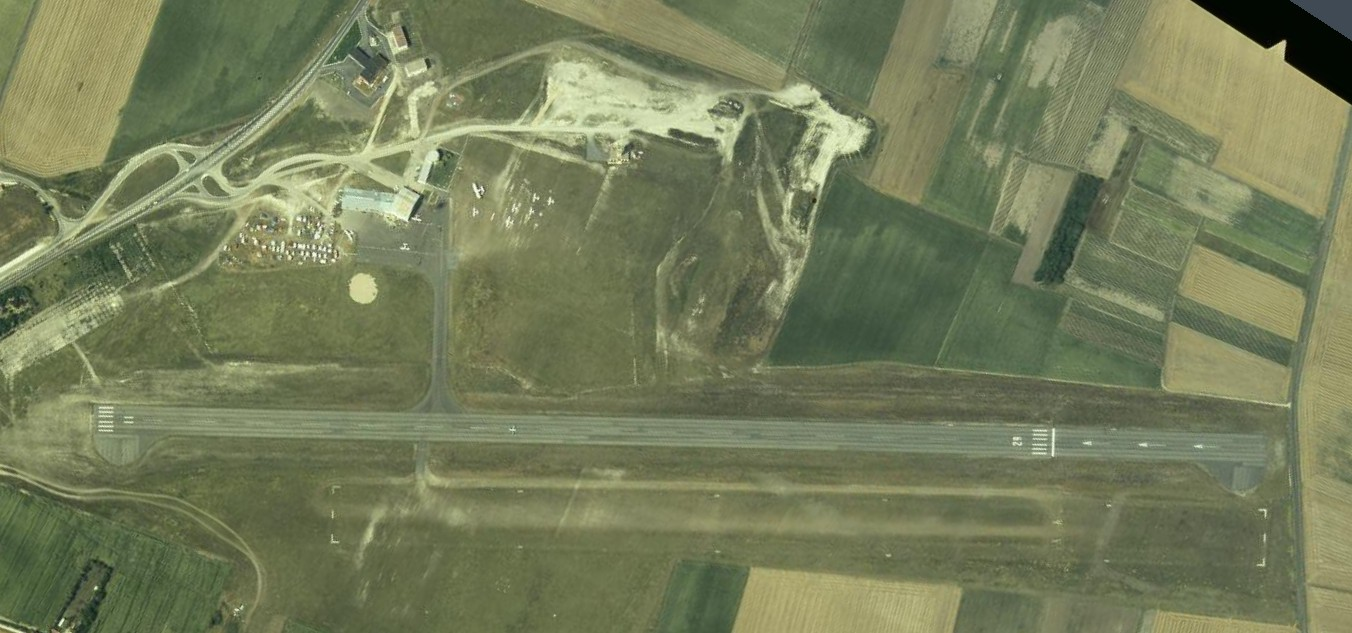
Aérodrome de Royan le 01 août 1979 (station service route de royan construite)
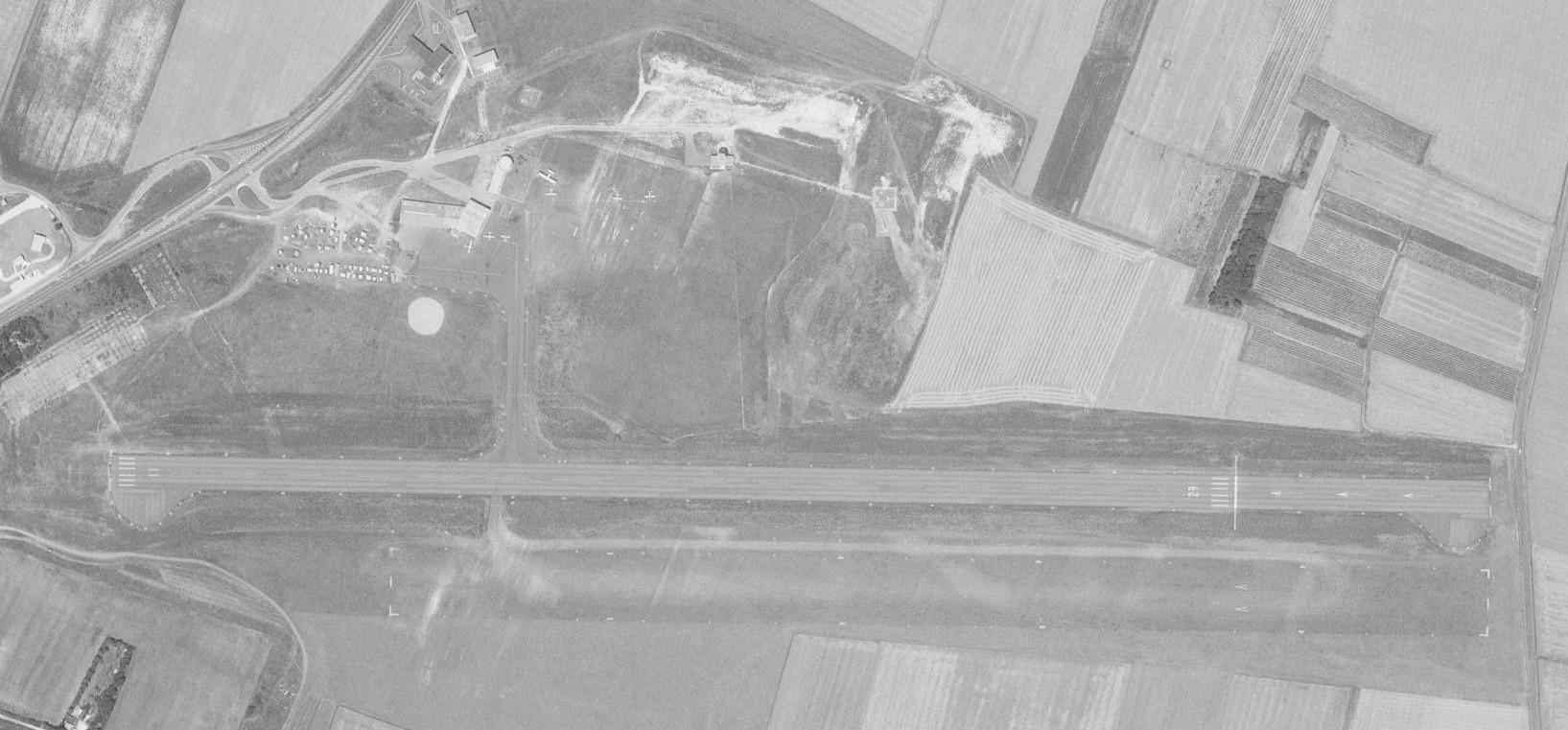
Aérodrome de Royan le 24 juillet 1980 avec création de l'aire à signaux (près de la tour de contrôle)
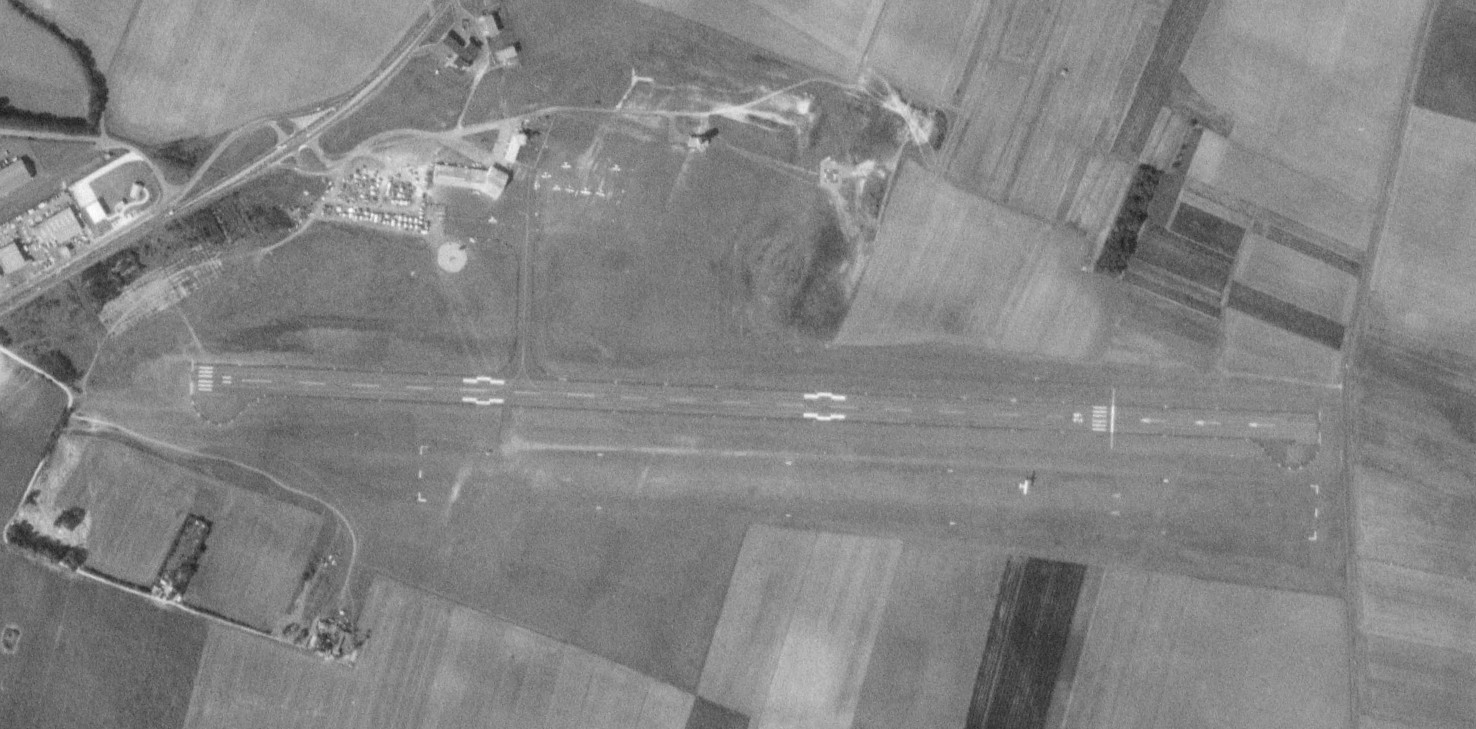
Aérodrome de Royan le 11 août 1982.
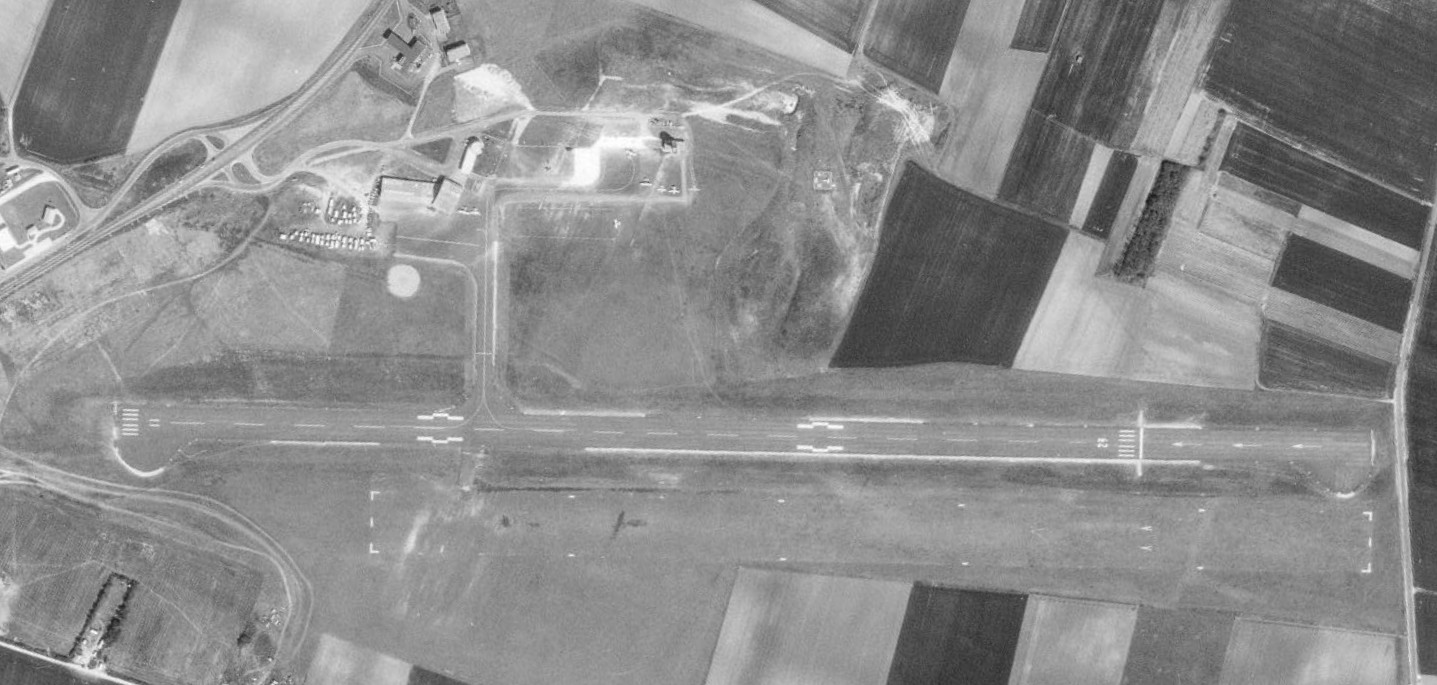
Aérodrome de Royan le 21 avril 1984 avec la création de l'aire de stationnement enrobée au pied de la tour de contrôle.
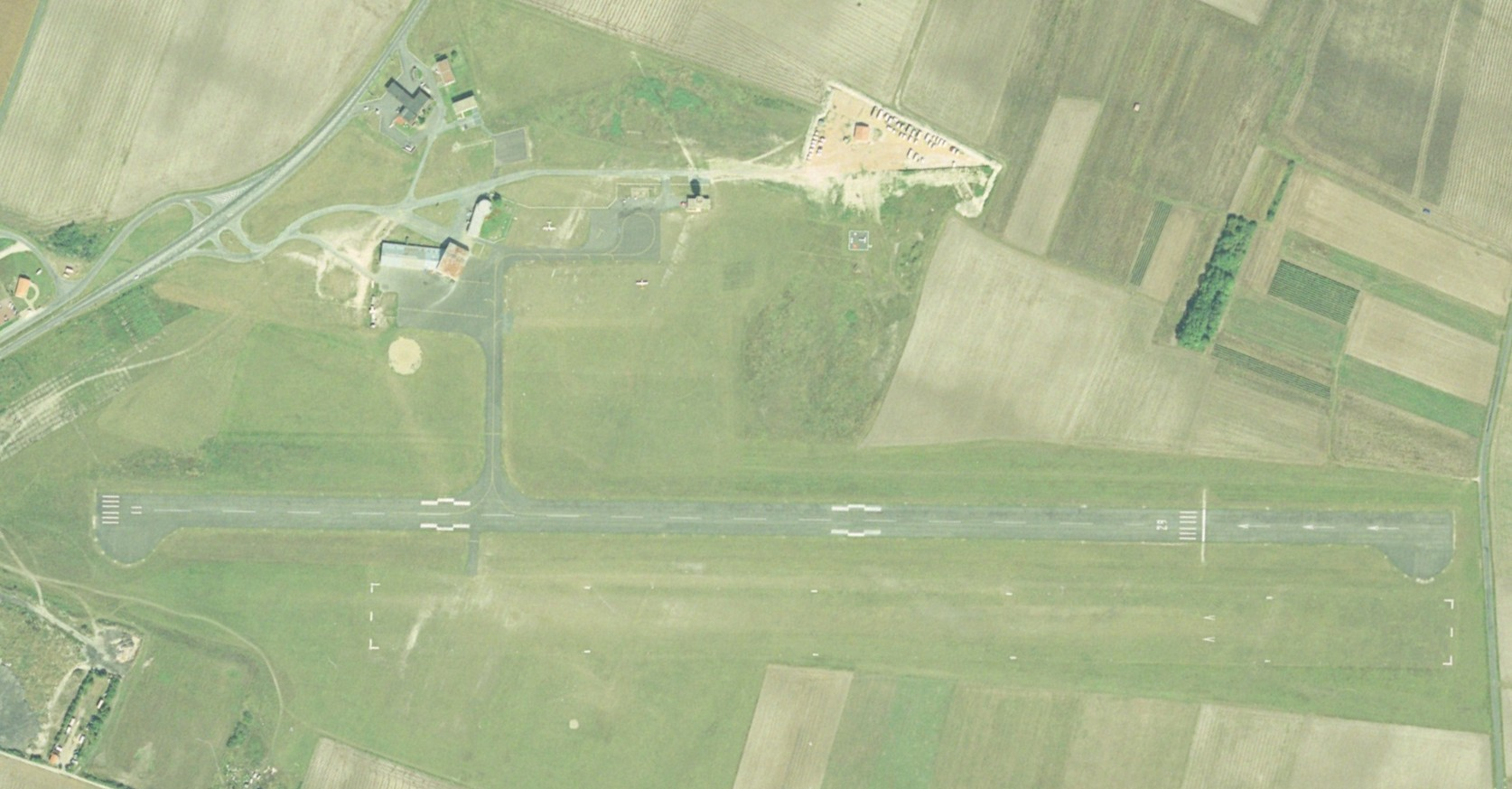
Aérodrome de Royan le 29 septembre 1987 (création aire de camping-cars)
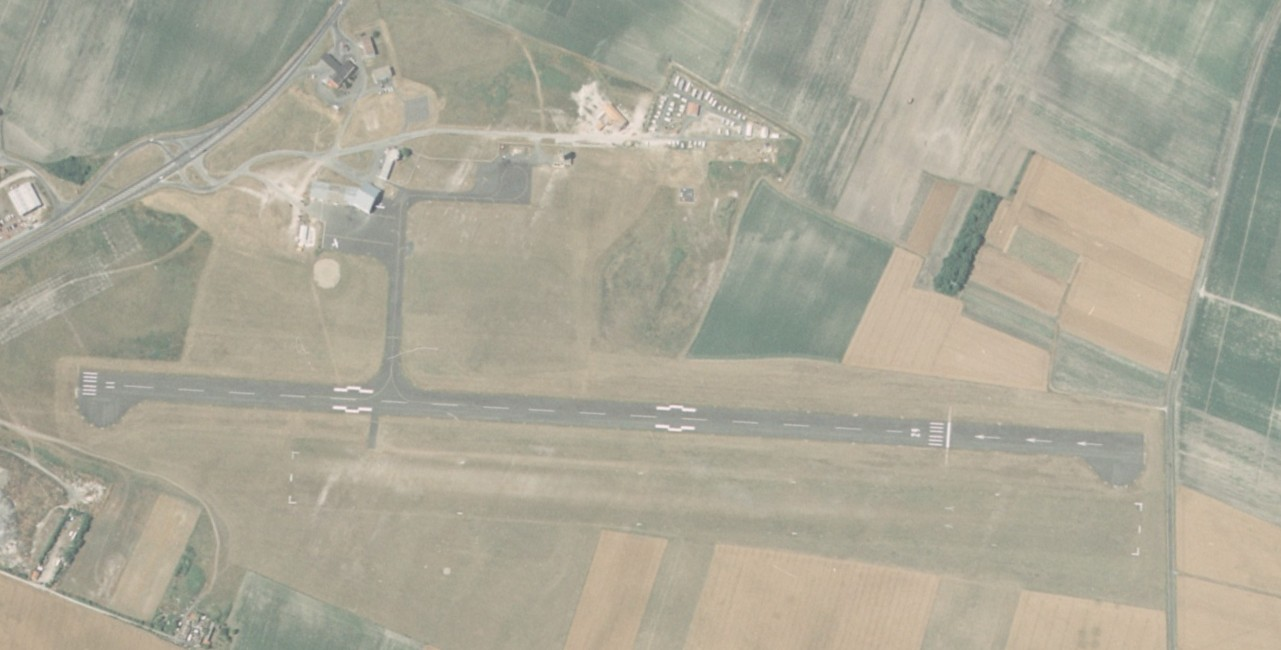
Aérodrome de Royan le 22 juin 1989.
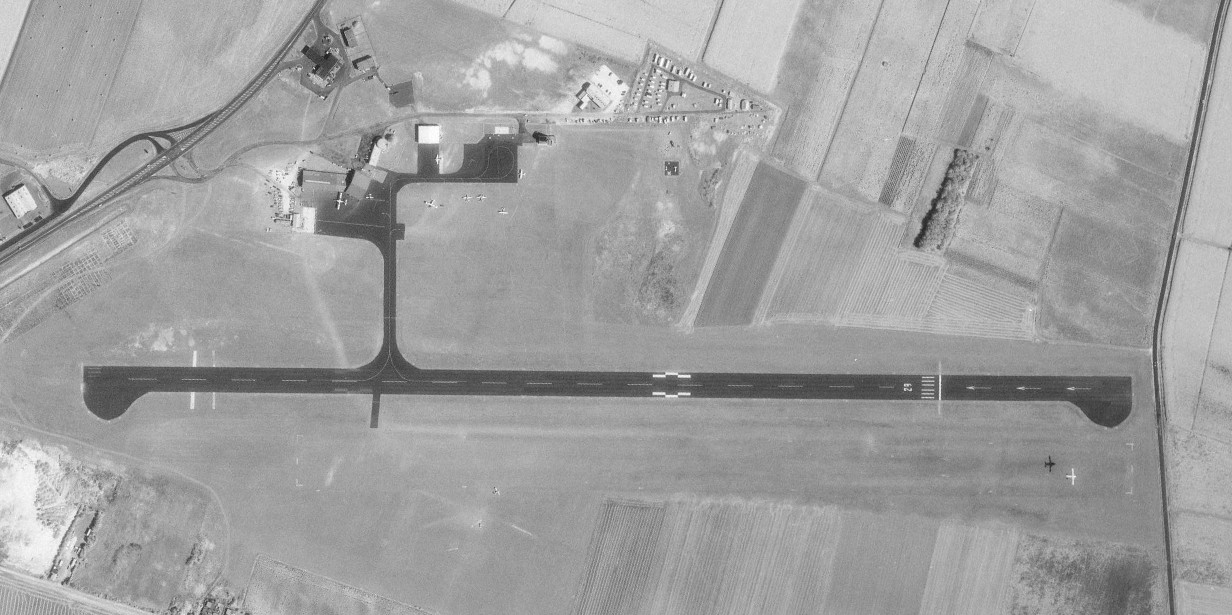
Aérodrome de Royan le 28 juillet 1991.
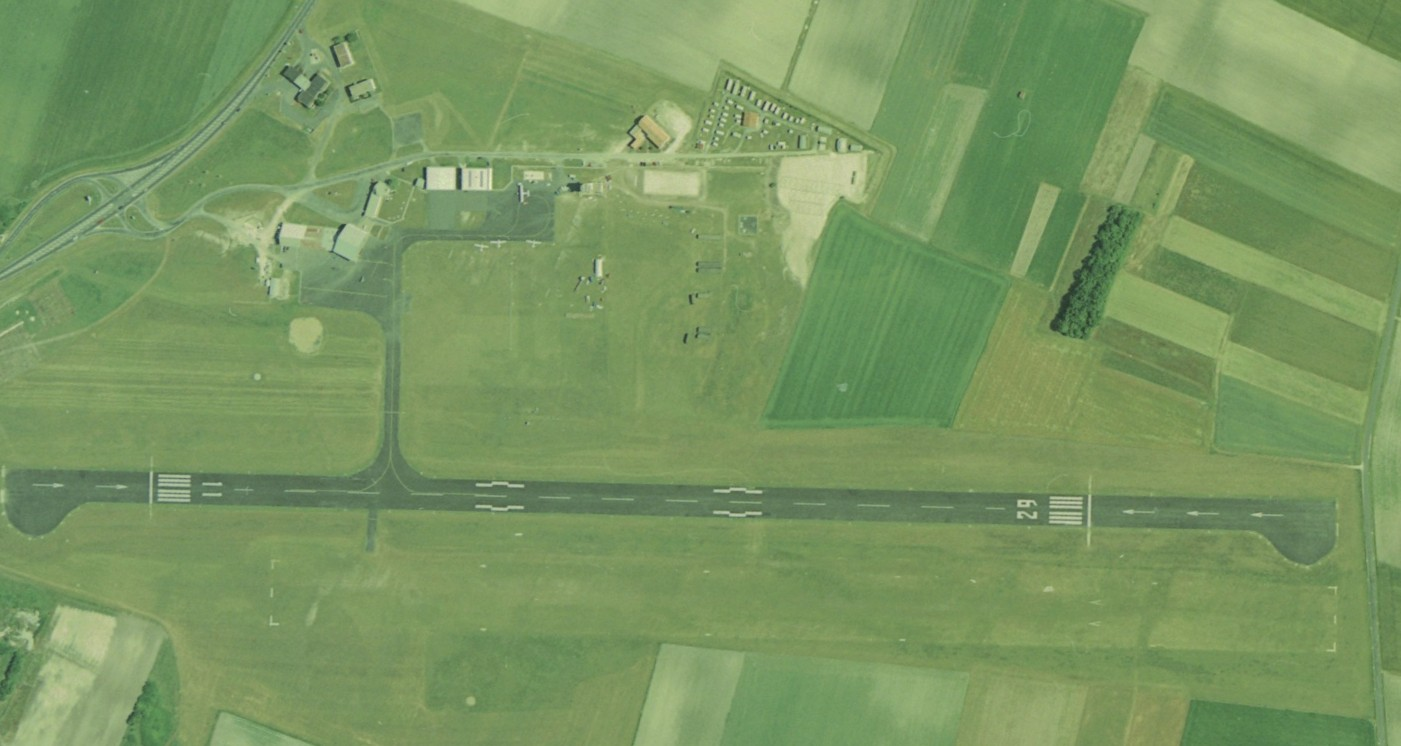
Aérodrome de Royan le 06 juin 1996.
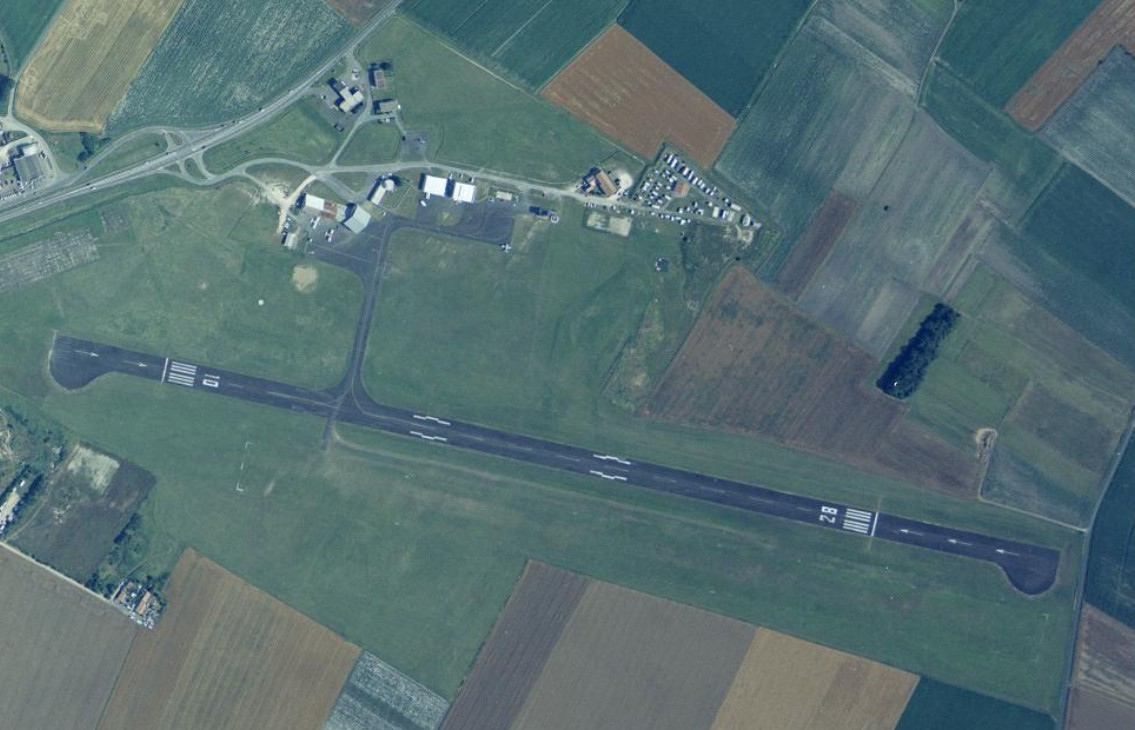
Aérodrome de Royan le 09 juillet 1999 avec la piste renommée 10/28.
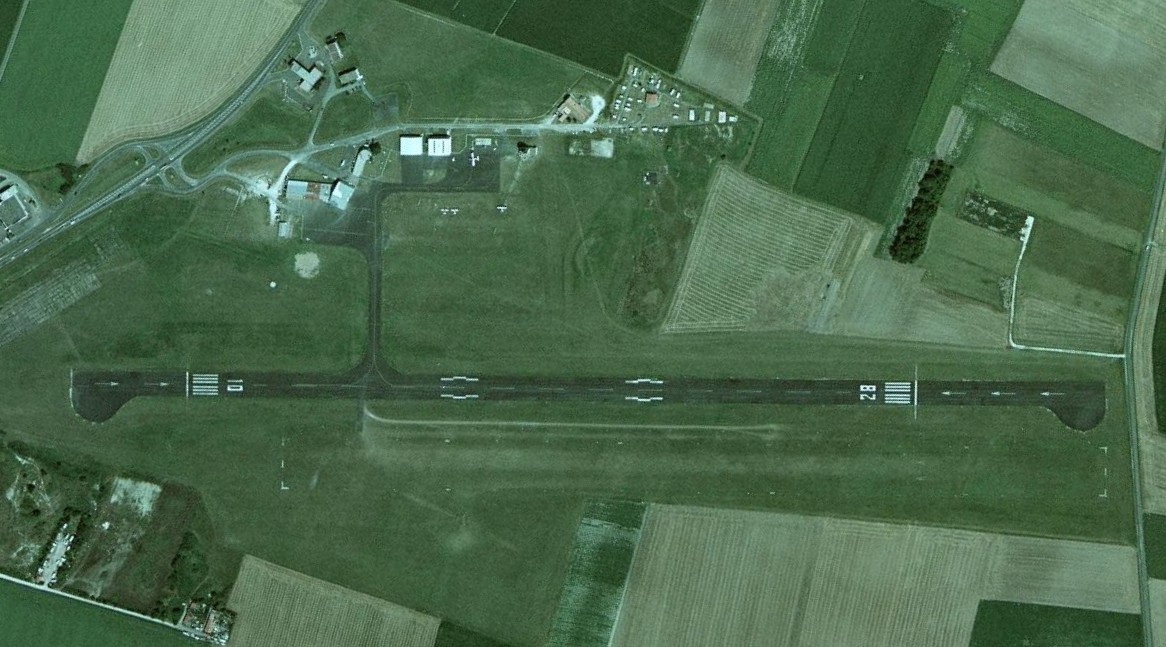
Aérodrome de Royan le 01 août 2000.
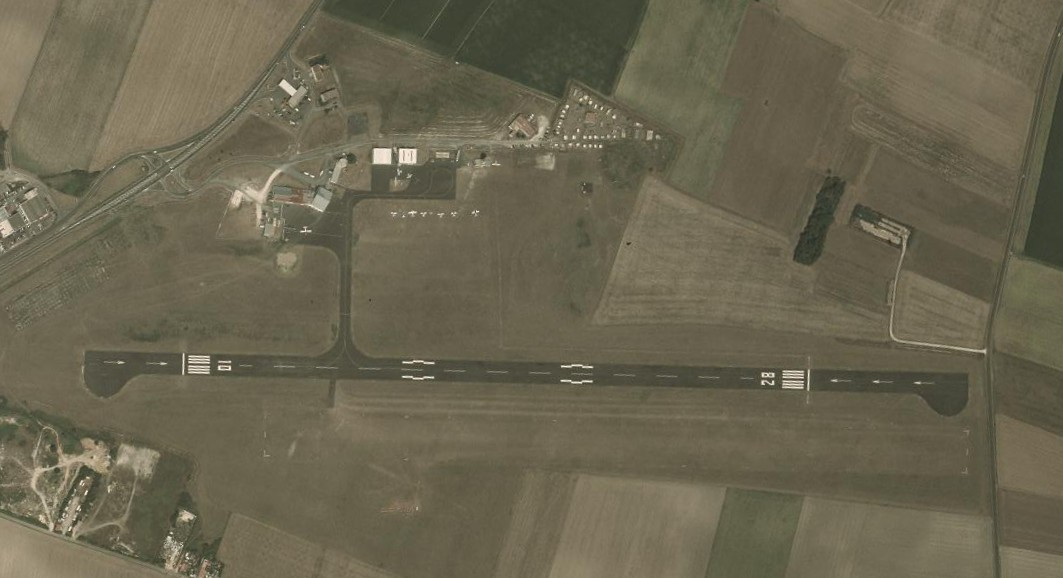
Aérodrome de Royan le 06 août 2003.
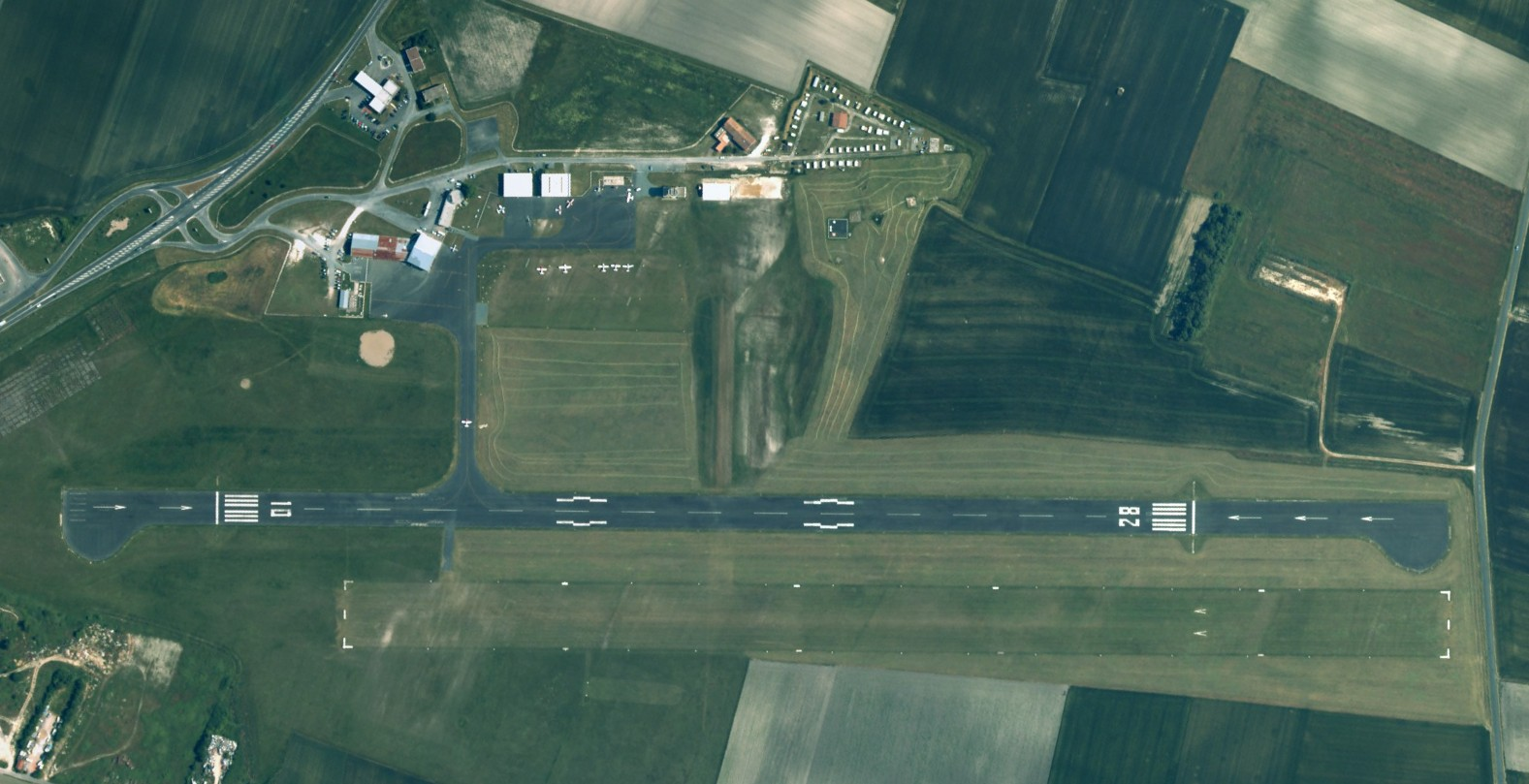
Aérodrome de Royan le 04 juin 2006.
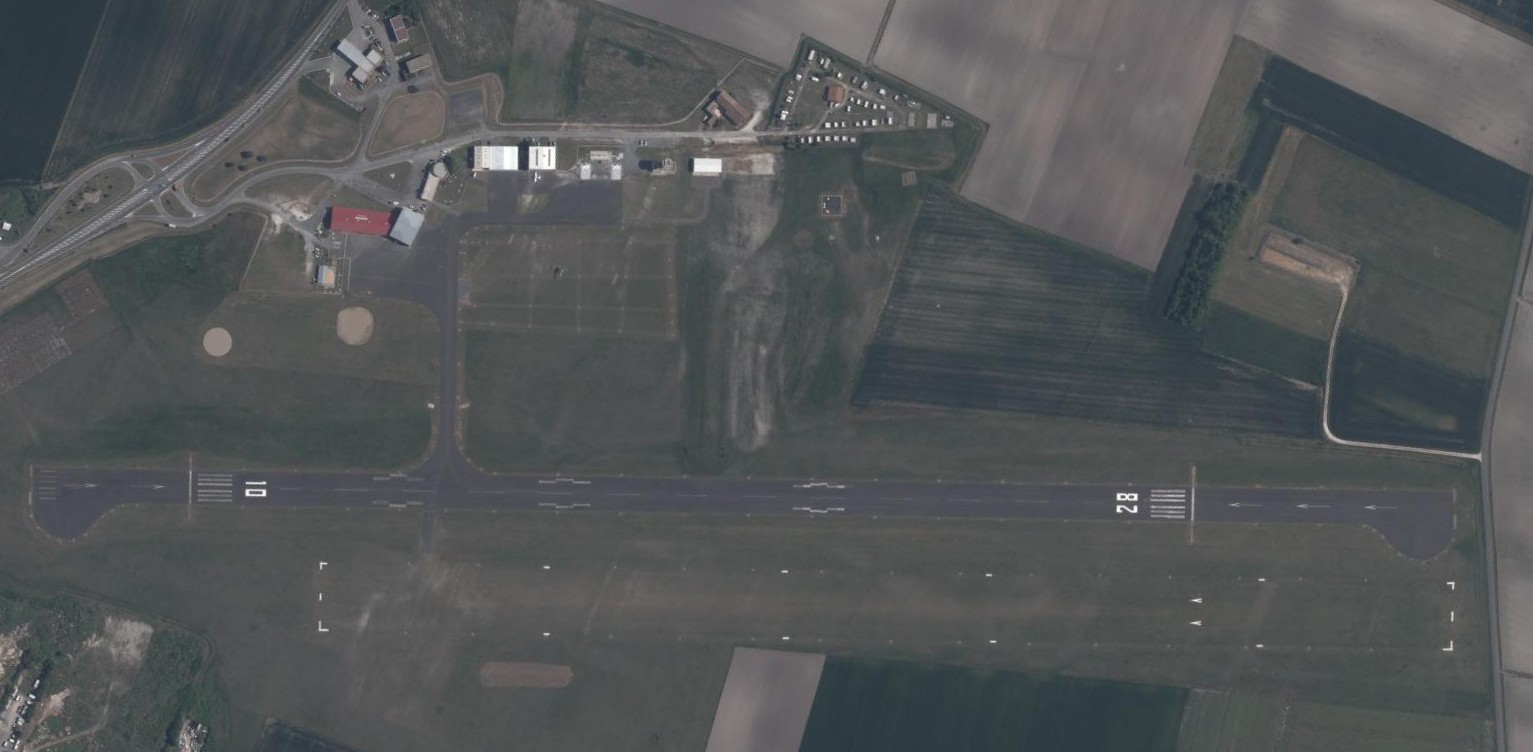
Aérodrome de Royan le 21 mai 2010.